# Pierre Cavalli
Pierre Cavalli (* 12. Juli 1928 in Zürich; † 28. März 1985 ebenda) war ein Schweizer Jazz- und Studiomusiker (Gitarre, Bass).

## Leben und Wirken
Cavalli hatte bereits als Kind Geigenunterricht, um dann fünfzehnjährig zur Gitarre
wechseln. Er fand rasch zum Modern Jazz. Mit dem Swiss All Star Bebop Team nahm er 1948 am ersten Internationalen Jazzfestival in Nizza teil, um dann bei Fred Böhler, bei Hazy Osterwald und bei Kurt Edelhagen zu arbeiten. 1953 zog er nach Paris, wo er ein eigenes Trio unterhielt, bei Art Simmons spielte und auch als Studiomusiker für Quincy Jones (Et voilà!, 1957) und Michel Legrand tätig war. Friedrich Gulda holte ihn in seine Euro Big Band. Mit seinem Trio unternahm Cavalli Gastspielreisen in die USA und die UdSSR. In den frühen 1960er Jahren spielte er bei Stéphane Grappelli. Dann kehrte er in die Schweiz zurück, wo er als Solist mit der DRS Big Band arbeitete, aber auch mit Dennis Armitage aufnahm. Er arbeitete auch mit Hans Koller (International Jazz Workshop, 1964) und Ingfried Hoffmann und hielt sich ein Jahr in Brasilien auf, arbeitete in eigenen Kleinformationen und als Studiomusiker (ab 1971 in Zürich). Auch komponierte er für französische Fernsehfilme. Gemeinsam mit Thomas Moeckel, Markus Plattner und Roberto Bossard gründete er 1983 die Band Guitar Summit, die aus vier Gitarristen plus Rhythmusgruppe bestand.
Er war verheiratet mit Nanda van Bergen, die auch als Sängerin mit ihm auftrat.

## Diskografische Hinweise
- Stéphane Grappelli: Django (Barclay 1962)
- Swiss All Stars (Ex Libris 1964)
- Wolfgang Dauner: The Oimels (MPS 1969)
- DRS Big Band: Tour de swing (CH Record 1972–1974)
- Emphasis (Pick 1975, mit Renato Anselmi, Fernando Vicencio, Nick Liebmann, Curt Treier)
- Bert Campbell: Romantische Melodien, (Pierre Cavalli), (Curt Treier), Corema Records 1983
- Uma Vitamina Faz Favor (Sonorama 2014)

## Lexigraphische Einträge
- Bruno Spoerri: Biografisches Lexikon des Schweizer Jazz. CD-Beilage zu: Bruno Spoerri (Hrsg.): Jazz in der Schweiz. Geschichte und Geschichten. Chronos-Verlag, Zürich 2005, ISBN 3-0340-0739-6.
- New Grove Dictionary of Jazz. Macmillan, 2002.